# شجاعة القلوب: الحرب العظمى
شجاعة القلوب (بالإنجليزية: Valiant Hearts: The Great War)‏ ، هي لعبة إلكترونية من نوع ألغاز ومغامرات، أنتجت اللعبة في شهر يونيو عام 2014م، وتدور قصة اللعبة حول بدء القوات الفرنسية للحرب العالمية الأولى لمهاجمة القوات الإمبراطورية الألمانية التي أحتلت جزءاً من فرنسا، وتنتهي الحرب عام 1917م بدخول الجيش الأمريكي لمحاربة الجيش الإمبراطوري الألماني.

## وصلة خارجية
- شجاعة القلوب: الحرب العظمى على موقع IMDb (الإنجليزية)
- الموقع الرسمي